# Новобранска вечер
Новобранската вечер или войнишко изпращане е български празник от втората половина на XX век, свързан със събирането на новобранци във въоръжените сили.
Той възниква и се разпространява в края на 50-те и началото на 60-те години, следвайки подобни традиции, съществували в междувоенния период в Югославия и Съветския съюз, и се отбелязва първоначално в семеен кръг, но с времето все по-често и особено по селата като общоселищен празник. Налагането на новобранските вечери е стимулирано от тоталитарния режим – първоначално те често са организирани от местните комсомолски организации – който ги разглежда като светски и етатистки заместител на традиционните християнски празници.